# 越谷レイクタウン駅

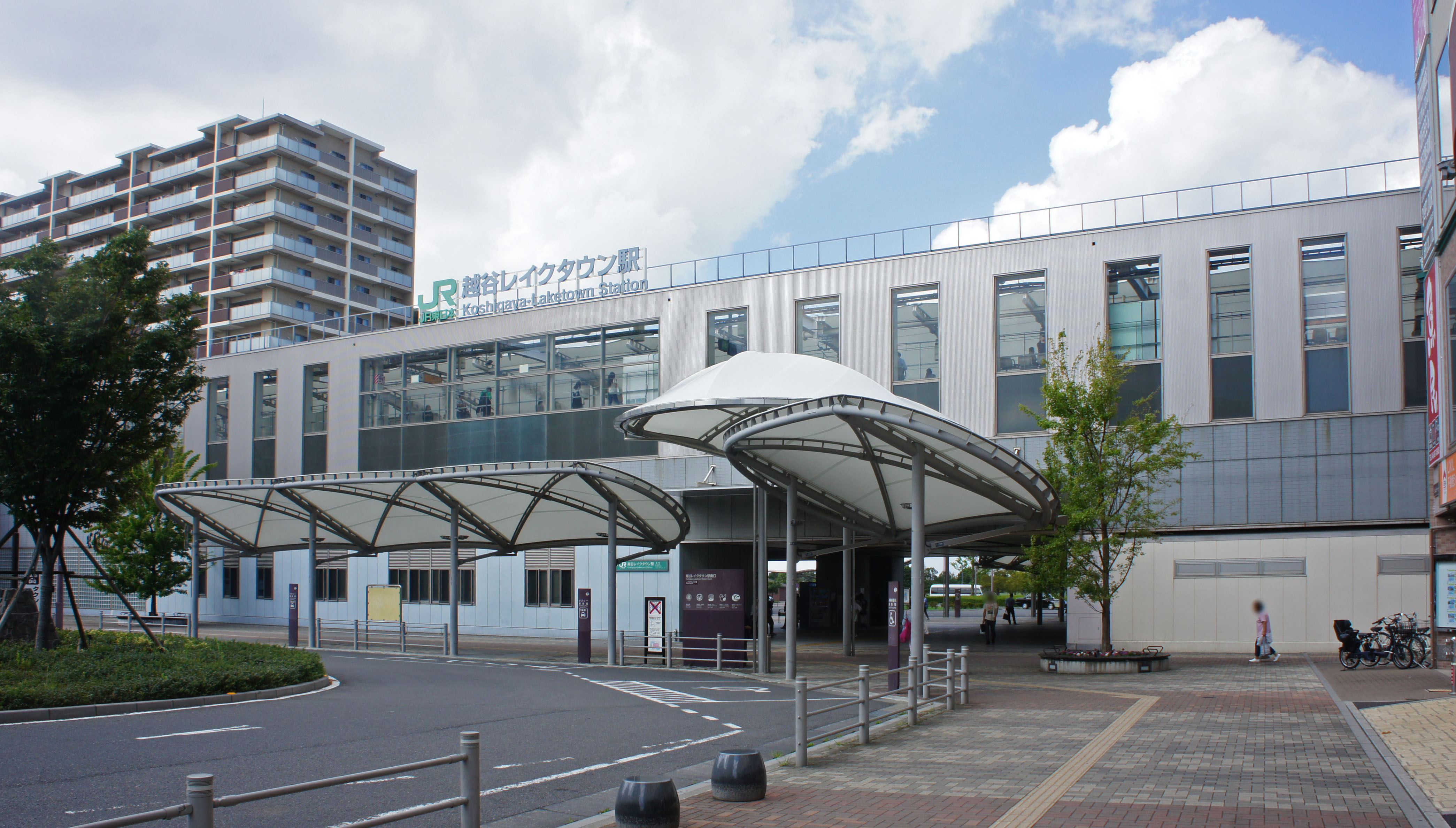
南口（2019年9月）

越谷レイクタウン駅（こしがやレイクタウンえき）は、埼玉県越谷市レイクタウン八丁目にある、東日本旅客鉄道（JR東日本）武蔵野線の駅。駅番号はJM 21。

## 歴史
- 2007年（平成19年）2月22日：駅名を「越谷レイクタウン駅」に決定。
- 2008年（平成20年）3月15日：越谷レイクタウンの「街開き」とJR東日本のダイヤ改正に合わせて開業[3]。
- 2012年（平成24年）8月6日：南口開設。

## 駅構造
相対式ホーム2面2線を有する高架駅で、高架下に駅舎と幅員約13 mの自由通路がある。ホームの有効長は8両編成分の170 m。
JR東日本ステーションサービスが駅業務を受託する、南越谷駅管理の業務委託駅。
自動改札機・自動券売機・指定席券売機・自動精算機・エレベーター・エスカレーター・多目的トイレ・NewDaysを設置している。駅全体の事業費は36億円で、都市再生機構と越谷市が18億円ずつ負担する形をとっている。利用客が多い時には簡易Suica改札機も設置されていた時期があった。

### のりば
| 番線 | 路線     | 方向 | 行先                           |
| ---- | -------- | ---- | ------------------------------ |
| 1    | 武蔵野線 | 上り | 南浦和・西国分寺・府中本町方面 |
| 2    | 武蔵野線 | 下り | 新松戸・西船橋・東京方面       |

（出典：JR東日本:駅構内図）

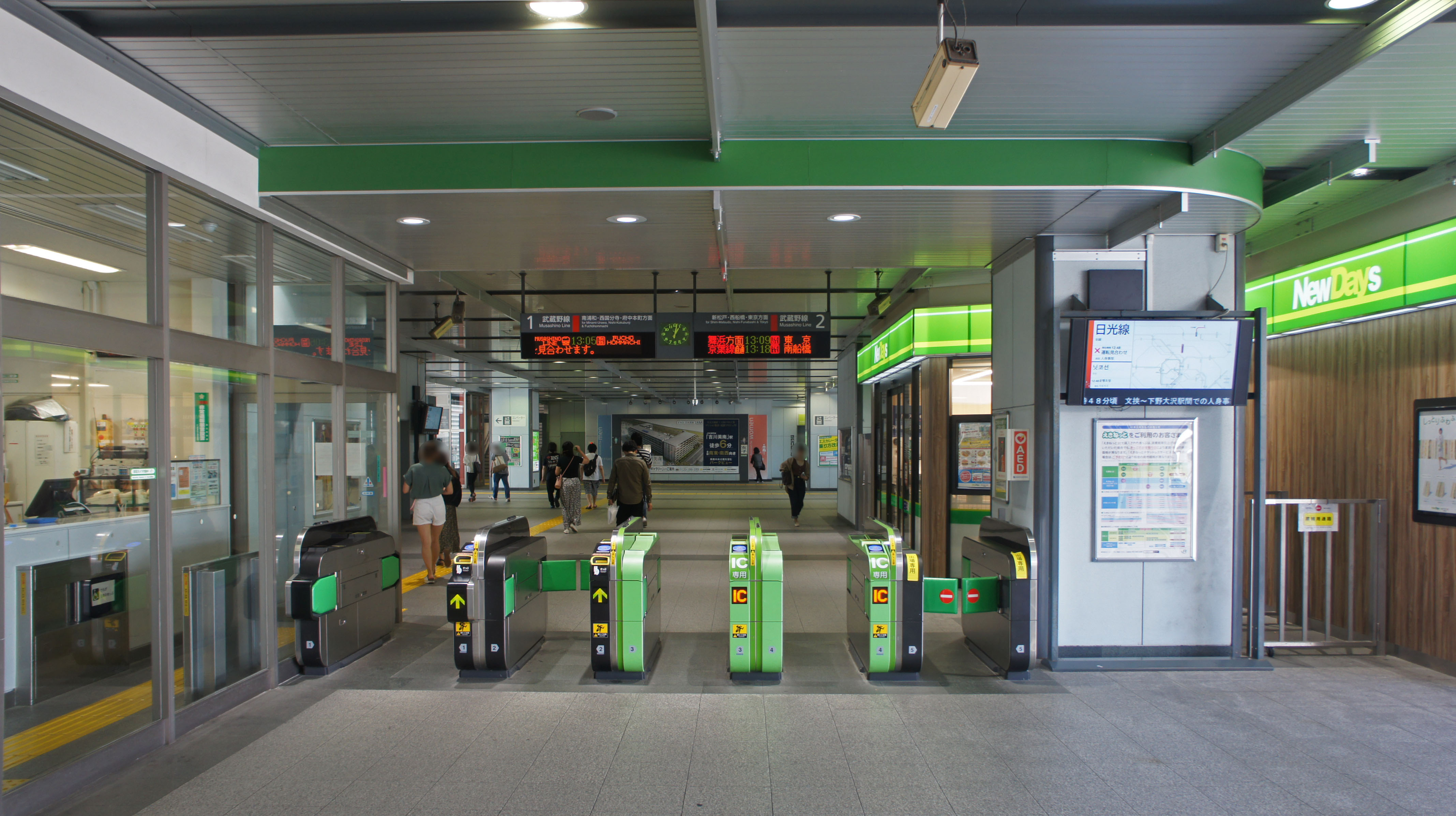
改札口（2019年9月）
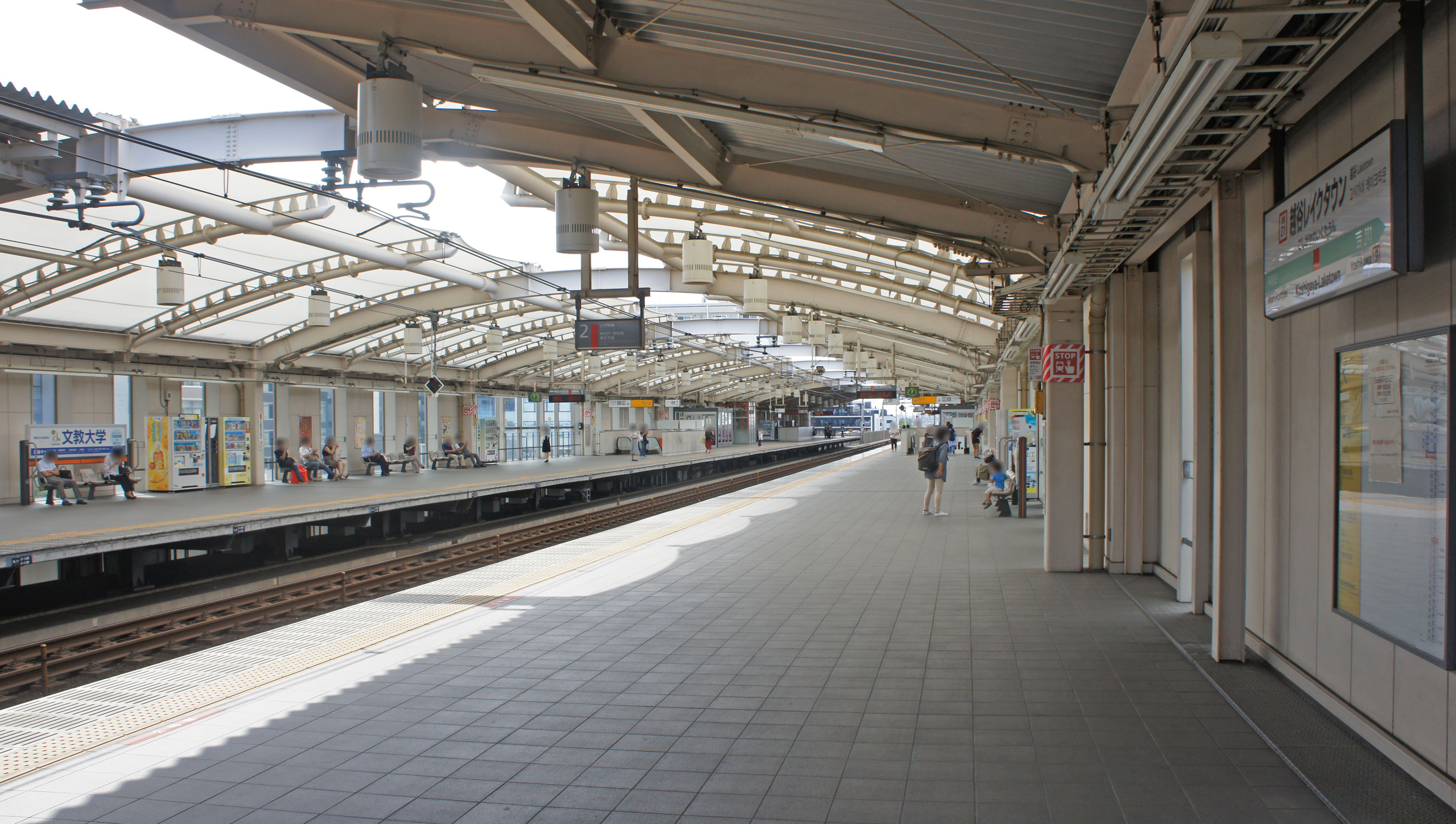
ホーム（2019年9月）

## 利用状況
2023年度（令和5年度）の1日平均乗車人員は27,901人である。武蔵野線内では26駅中南流山駅に次ぐ第10位で、乗換駅ではない武蔵野線単独駅としては第1位である。2020年度（令和2年度）までは東浦和駅が1位だったが、2021年度（令和3年度）に初めて逆転した。
駅至近に開業した大型ショッピングセンター「イオンレイクタウン」への乗降客と周辺の住宅開発が進み、2014年度に2万人を上回った。休日には、イオンレイクタウンへ向かう利用客で大変混雑する。
当駅の定期外利用率は4割5分程度であり、武蔵野線の駅で最も高い。
開業以降の1日平均乗車人員の推移は下表のとおりである｡年度全体の乗車人員を365（閏日が入る年度は366）で除して1日平均乗車人員を求めており、計算で生じた小数点以下の値は切り捨てているため、定期外と定期の和は必ずしも合計と一致しない。
| 年度               | 1日平均乗車人員 | 1日平均乗車人員 | 1日平均乗車人員 | 出典              |
| 年度               | 定期外          | 定期            | 合計            | 出典              |
| ------------------ | --------------- | --------------- | --------------- | ----------------- |
| 2007年（平成19年） | 1,358           | 793             | 2,151           | [ 埼玉県統計 1 ]  |
| 2008年（平成20年） | 6,952           | 3,231           | 10,184          | [ 埼玉県統計 2 ]  |
| 2009年（平成21年） | 8,746           | 5,067           | 13,814          | [ 埼玉県統計 3 ]  |
| 2010年（平成22年） | 8,998           | 5,812           | 14,810          | [ 埼玉県統計 4 ]  |
| 2011年（平成23年） | 11,190          | 6,924           | 18,115          | [ 埼玉県統計 5 ]  |
| 2012年（平成24年） | 10,941          | 7,304           | 18,246          | [ 埼玉県統計 6 ]  |
| 2013年（平成25年） | 11,540          | 8,067           | 19,607          | [ 埼玉県統計 7 ]  |
| 2014年（平成26年） | 11,883          | 8,547           | 20,431          | [ 埼玉県統計 8 ]  |
| 2015年（平成27年） | 13,113          | 11,082          | 24,195          | [ 埼玉県統計 9 ]  |
| 2016年（平成28年） | 13,500          | 12,029          | 25,530          | [ 埼玉県統計 10 ] |
| 2017年（平成29年） | 13,992          | 13,097          | 27,090          | [ 埼玉県統計 11 ] |
| 2018年（平成30年） | 14,532          | 13,890          | 28,422          | [ 埼玉県統計 12 ] |
| 2019年（令和元年） | 14,285          | 14,389          | 28,675          | [ 埼玉県統計 13 ] |
| 2020年（令和02年） | 9,553           | 11,817          | 21,370          |                   |
| 2021年（令和03年） | 11,766          | 12,553          | 24,320          |                   |
| 2022年（令和04年） | 13,187          | 12,987          | 26,175          |                   |
| 2023年（令和05年） | 14,263          | 13,638          | 27,901          |                   |

## 駅周辺
- 越谷レイクタウン

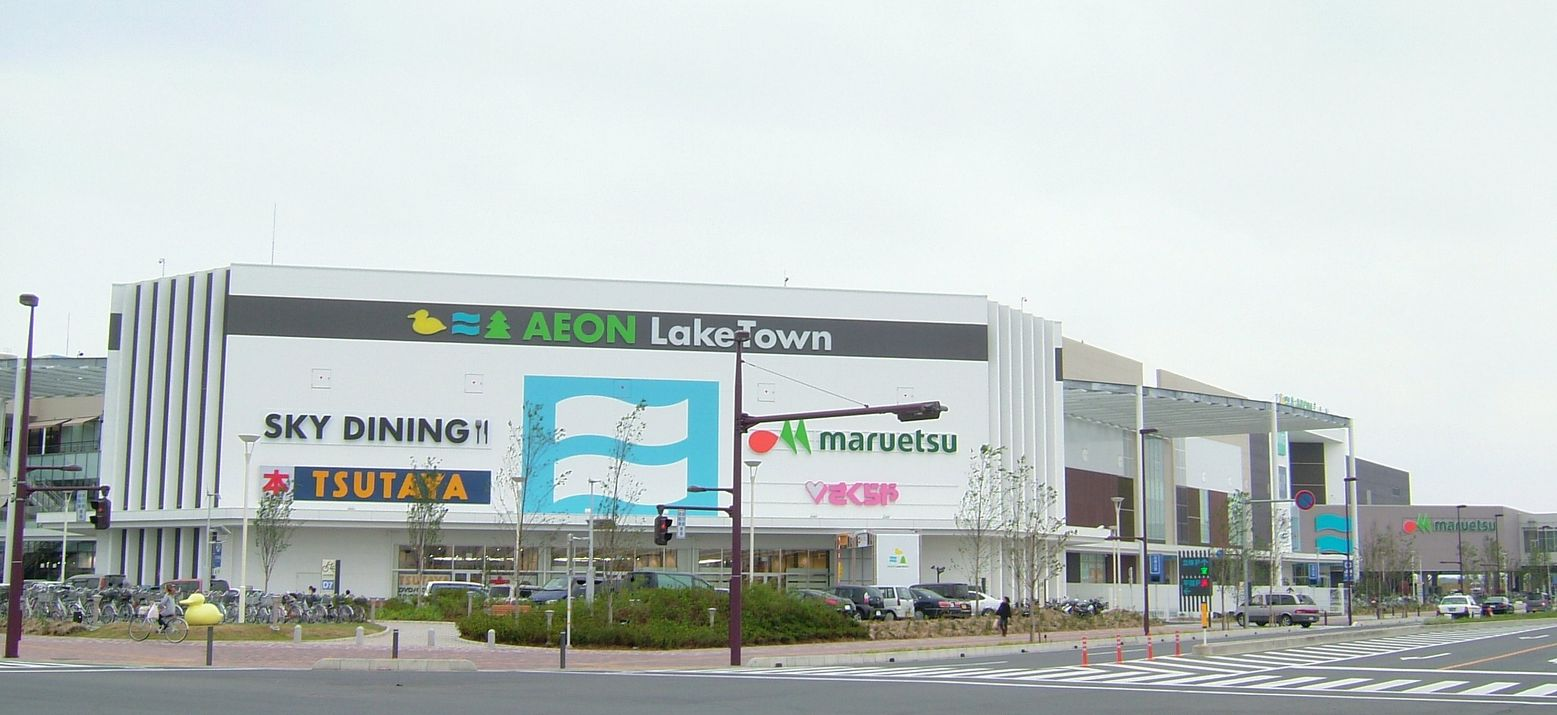
イオンレイクタウンkaze棟

  - 第1期 2008年JR武蔵野線新駅駅ビル開発
  - イオンレイクタウン
- 見田方遺跡公園
- 越谷総合食品地方卸売市場（越谷市場）
- 東埼玉道路 - 駅東側。東京外環道方面へ接続している。
- 越谷レイクタウン郵便局
- 越谷警察署越谷レイクタウン駅前交番
- ヴィラ・デ・マリアージュ越谷レイクタウン

### 教育施設
- 叡明高等学校
- 埼玉県立越谷南高等学校
- 越谷市立光陽中学校
- 越谷市立川柳小学校
- 越谷市立明正小学校
- 越谷市立大相模小学校
- 越谷市立南中学校
- 越谷市立大相模中学校
- 埼玉県立草加東高等学校

## バス路線
停留所名は「越谷レイクタウン駅北口」。全てのバスが北口に発着する。
1番のりば（朝日自動車）
- KS15・KS16・KS21：越谷駅東口方面

2番のりば（ジャパンタローズ）
- 越谷レイクタウン線：タローズ本社前

3番のりば（イオン）
- 無料シャトルバス[4]：イオンレイクタウンmori（ジャパンタローズによる受託運行）

## 隣の駅
東日本旅客鉄道（JR東日本）
 武蔵野線
吉川駅 (JM 20) - 越谷レイクタウン駅 (JM 21) - （越谷貨物ターミナル駅） - 南越谷駅 (JM 22)
- 越谷貨物ターミナル駅は日本貨物鉄道（JR貨物）の貨物駅である。旅客駅ではないため、JR東日本としては信号場と同等の扱いとなる。

### 記事本文